# .ai
.ai – krajowa domena internetowa najwyższego poziomu przypisana dla stron internetowych z Anguilli. Jest aktywna od 1995 roku i administrowana przez rząd Anguilli. 
Z uwagi na kojarzenie z AI, jest często wykorzystywana przez strony związane ze sztuczną inteligencją. Wpływy z rejestracji domen stały się znaczącym źródłem dochodów Anguilli. 

## Domeny drugiego poziomu
Rejestracja w domenach drugiego poziomu jest dostępna dla każdego, w przeciwieństwie do rejestrowania w domenie .ai, która jest przeznaczona jedynie dla osób mieszkających w Angulli. 
- .net.ai — Internet i sieci
- .com.ai — do zastosowań komercyjnych
- .org.ai — organizacje pozarządowe
- .off.ai — ogólne przeznaczenie